# Cratere Hīt
Hīt  è un cratere sulla superficie di Marte.